# Univerza v Houstonu
Univerza v Houstonu je ameriška javna univerza s sedežem v Houstonu, Teksas, ZDA.